# Ruyaulcourt
Ruyaulcourt ist eine Gemeinde im französischen Département Pas-de-Calais in der Region Hauts-de-France. Sie gehört zum Kanton Bapaume (bis 2015 Kanton Bertincourt) im Arrondissement Arras. Sie grenzt im Nordwesten an Bertincourt, im Nordosten an Hermies, im Osten an Havrincourt, im Südosten an Neuville-Bourjonval und im Südwesten an Ytres.
Der Canal du Nord passiert die Gemeindegemarkung nördlich und westlich des Dorfkerns und verläuft auf einer Länge von 4350 Metern von Ruyaulcourt über Ytres ins Département Somme unterirdisch. Der Tunnel heißt Souterrain de Ruyaulcourt.

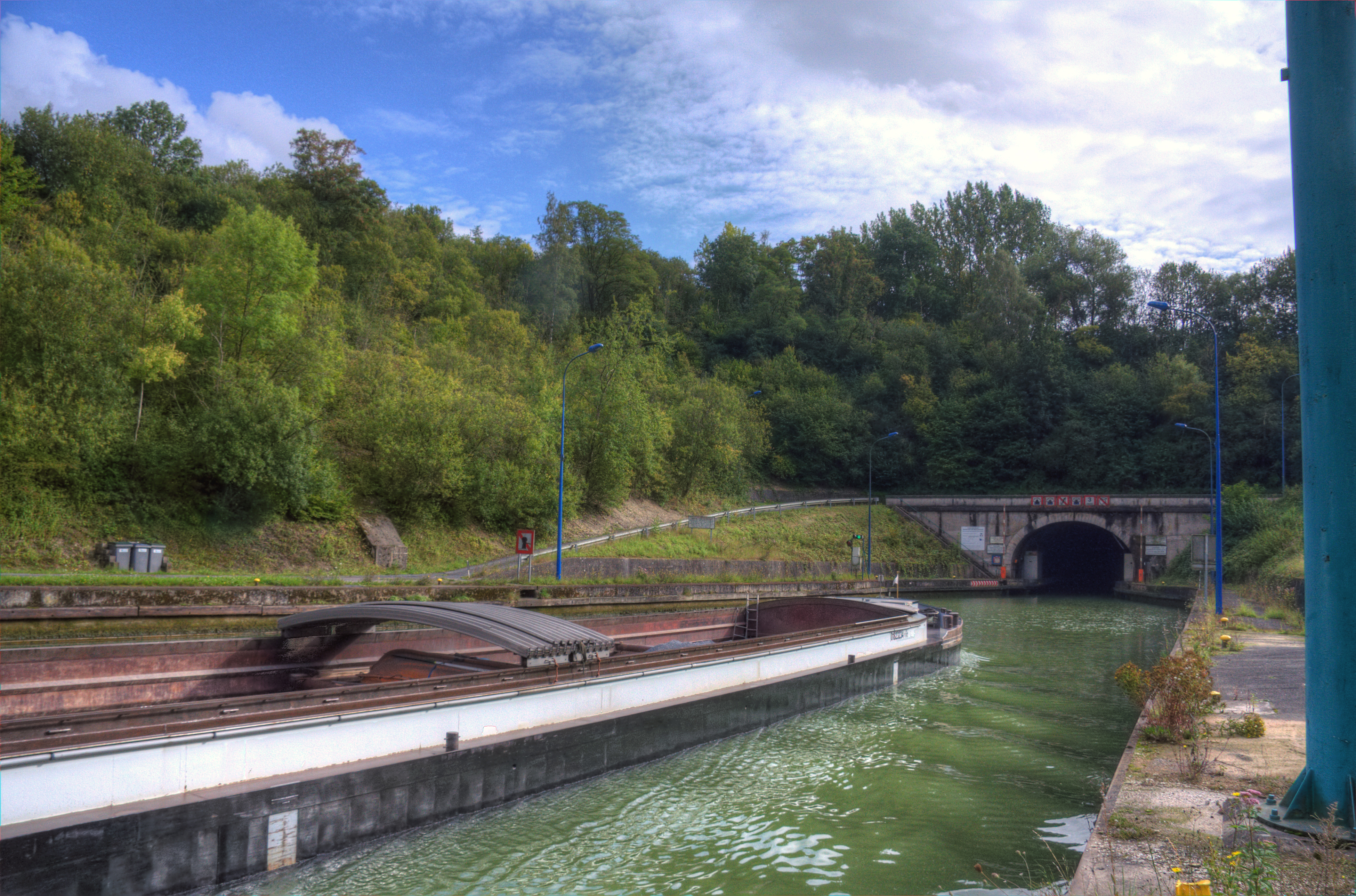
Canal du Nord: ein Schiff befährt den Tunnel bei Ruyaulcourt

## Bevölkerungsentwicklung
| Jahr      | 1962 | 1968 | 1975 | 1982 | 1990 | 1999 | 2008 | 2013 |
| --------- | ---- | ---- | ---- | ---- | ---- | ---- | ---- | ---- |
| Einwohner | 418  | 376  | 353  | 323  | 304  | 295  | 266  | 310  |